# Stephan Eggert
Stephan „Stoppel“ Eggert (* 15. September 1967) ist ein deutscher Schlagzeuger.

## Leben
Stephan Eggert war von Gründung 1992 bis zur Auflösung 1999 Mitglied der Hamburger Band Selig. 1999 gründete er zusammen mit dem Selig-Keyboarder Malte Neumann das Remix-Projekt Saunaclub. Nach dem Ausstieg von Neumann arbeitet Eggert unter dem Namen DJ Egg weiter. Zusammen mit dem Selig-Frontmann Jan Plewka spielte er bis 2005 bei der Band Zinoba und seitdem bei TempEau. Stephan Eggert gehört außerdem seit einigen Jahren zur Liveband von James Last und unterstützte  Den Jungen mit der Gitarre. Seit der Wiedervereinigung der Band Selig im Herbst 2008 gehört Stoppel dieser auch wieder an. Seit 2014 trommelt er zudem in der Band The Heaven and Hell Orchestra von Daniel Malheur.
Neben seiner Musikerkarriere hatte Eggert ein Engagement am Hamburger Schauspielhaus.